# Fabiola Campomanes
Fabiola Campomanes Rojas (Mexikóváros, Mexikó, 1972. július 30. –) mexikói színésznő és üzletasszony.

## Filmográfia
- Mi corazón es tuyo (Szerelem ajándékba) (2014) - Jennifer Rodríguez
- Amorcito corazón (2011-2012) - Sofía / Manuela Ballesteros Tres Palacios Lobo
- Teresa (2010-2011) - Esperanza Medina de Ledesma Domínguez
- Hasta que el dinero nos separe (2010) - Lola Sansores
- Niños ricos, pobres padres (Szívek iskolája) (2009) - Lucía Rios V. de Paz
- Las tontas no van al cielo (Candy) (2008) - Alicia Morales Alcalde
- Wax, TV ácida (2006)
- Duelo de pasiones (2006) - Thelma Castelo
- Incógnito (2005)
- Historias y testigos (2004) - Valentina
- Ladrón de corazones (2003) - Inés
- El país de las mujeres (2002) - Renata
- Agua y aceite (2002) - Elena
- Lo que callamos las mujeres (2001) - Ángeles
- La calle de las novias (2000) - María Sánchez
- Azul tequila (1998) - Lorenza De Icaza
- Mujer, casos de la vida real (1995–1997)
- Los hijos de nadie (1996)
- Imperio de cristal (1995)
- Retrato de familia (1995)
- Prisionera de amor (1994)
- Los parientes pobres (1993) - Julia

## Díjak és jelölések
TVyNovelas-díj
| Év   | Kategória            | Cím               | Eredmény |
| ---- | -------------------- | ----------------- | -------- |
| 2007 | Legjobb női főgonosz | Duelo de pasiones | Jelölés  |